# Селище (зупинний пункт, Південна залізниця)
Се́лище — пасажирський залізничний зупинний пункт Куп'янської дирекції Південної залізниці.
Розташований за кількасот метрів від села Гусинка, Куп'янський район, Харківської області на лінії Оливине — Огірцеве між станціями Моначинівка (2 км) та Гусинка (4 км).
Станом на травень 2019 року щодоби три пари приміських дизель-поїздів здійснюють перевезення за маршрутом Вовчанськ — Куп'янськ-Вузловий.